# لکتین نوع سی
لکتین نوع سی (انگلیسی: C-type lectin) با نام اختصاری CLEC یک دومین پروتئین متصل‌شونده به کربوهیدرات موسوم به لکتین است. حرفِ «سی» در این نام‌گذاری، به وابستگی این مولکول به کلسیم جهت چسبندگی‌اش اشاره دارد. پروتئین‌هایی که حاوی این دومین هستند، عملکرد مختلفی دارند که از میان آنها می‌توان به چسبندگی سلول-سلول، پاسخ دستگاه ایمنی به میکروب‌های بیماری‌زا و خزان یاخته‌ای اشاره کرد.

## طبقه‌بندی
دریکامر و همکاران، لکتین‌های نوع سی را بر حسب دومین موجود در هر پروتئین به ۷ زیرگروه تقسیم کردند. این طبقه‌بندی در سال ۲۰۰۲ میلادی به‌روزرسانی شد و ۷ زیرگروه دیگر بدان افزوده شد. (زیرگروه ۸ تا ۱۴) اخیراً سه زیرگروه دیگر هم اضافه شده و کلاً به ۱۷ زیرگروه رسیده‌است. (۱۵ تا ۱۷)
| گروه | نام                                             | دومین‌های وابسته                                                              |
| ---- | ----------------------------------------------- | ---------------------------------------------------------------------------- |
| ۱    | لکتین‌ها                                         | دومین‌های فاکتور رشد اپیدرمی، دومین سوشی ۲، دومین‌های اتصالی و ایمونوگلوبولینی |
| ۲    | آسیالوگلیکوپروتئین و گیرنده‌های سلول‌های دندریتیک | ندارد                                                                        |
| ۳    | کالکتین‌ها                                       | ندارد                                                                        |
| ۴    | سلکتین‌ها                                        | دومین سوشی ۲ و دومین‌های فاکتور رشد اپیدرمی                                   |
| ۵    | گیرندهٔ سلول کشنده طبیعی                         | ندارد                                                                        |
| ۶    | گیرنده‌های درون‌سلولی شبه لکتین نوع سی چندتایی    | دومین‌های رایسین و فیبرونکتین نوع ۲                                           |
| ۷    | خانوادهٔ پروتئین‌های بازسازی‌کننده                 | ندارد                                                                        |
| ۸    | کوندرولکتین، لائیلین                            | ندارد                                                                        |
| ۹    | تترانکتین                                       | ندارد                                                                        |
| ۱۰   | پلی‌سیستین ۱                                     | دومین‌های WSC ، REJ و PKD                                                     |
| ۱۱   | اترکتین                                         | دومین‌های پی‌اس‌آی، دومین فاکتور رشد اپیدرمی و دومین کاب                        |
| ۱۲   | پروتئین بازی اصلی ائوزینوفیل (EMBP)             | ندارد                                                                        |
| ۱۳   | DGCR2                                           | ندارد                                                                        |
| ۱۴   | ترومبومودولین، CD93، CD248 و CLEC14A            | دومین‌های فاکتور رشد اپیدرمی                                                  |
| ۱۵   | بایمْـلِـک                                        | ندارد                                                                        |
| ۱۶   | SEEC                                            | دومین‌های پروتئین حمل‌کننده استرول (SCP) و فاکتور رشد اپیدرمی                  |
| ۱۷   | CBCP/FREM1/QBRICK                               | دومین‌های توالی CSPG و موتیف کالکس-بتا                                        |

موارد زیر نیز جزء «لکتین‌های نوع سی» (CLECs) هستند:
- CLEC1A، CLEC1B
- CLEC2A، CLEC2B، CD69 (CLEC2C)، CLEC2D، CLEC2L
- CLEC3A، CLEC3B
- CLEC4A، CLEC4C، CLEC4D، CLEC4E، CLEC4F، CLEC4G، گیرنده ۱ آسیالوگلیکوپروتئین (CLEC4H1)، گیرنده ۲ آسیالوگلیکوپروتئین (CLEC4H2)، CD23 (CLEC4J)، لانگرین (پروتئین) (CLEC4K)، DC-SIGN (CLEC4L)، CLEC4M
- CLEC5A
- CLEC6A
- CLEC7A
- OLR1 (CLEC8A)
- CLEC9A
- CLEC10A
- CLEC11A
- CLEC12A، CLEC12B
- CD302 (CLEC13A)، LY75 (CLEC13B)، PLA2R1 (CLEC13C)، MRC1 (CLEC13D)، MRC2 (CLEC13E)
- CLEC14A
- CLEC16A
- CLEC17A

گیرنده‌های شبه‌لکتینی سلول‌های طبیعی کشنده گروهی از پروتئین‌ها هستند که شباهت فراوانی به لکتین‌های نوع سی دارند:
- KLRA1
- KLRB1 (CLEC5B)
- KLRC1 ،KLRC2 ،KLRC3 ،KLRC4
- KLRD1
- KLRF1 (CLEC5C)
- KLRG1 (CLEC15A)، KLRG2 (CLEC15B)
- KLRK1

پروتئین‌های دیگری که حاوی این دومِـین هستند:
- AGC1؛ ATRNL1
- BCAN
- CD248؛ CD72؛ CD93؛ CHODL؛ CL-K1-Ia؛ CL-K1-Ib؛ CL-K1-Ic؛ CLECSF5؛ COLEC10؛ COLEC11؛ COLEC12؛ CSPG3
- FCER2؛ FREM1؛ HBXBP
- LAYN؛ LOC348174؛ LOC728276
- MAFA؛ MBL2؛ MGC34761؛ MICL؛ MRC1L1
- OLR1
- PAP؛ PKD1؛ PKD1L2؛ PLA2R1؛ PRG2؛ PRG3
- REG1A؛ REG1B؛ REG3A؛ REG3G؛ REG4
- SELE؛ SELL؛ SELP؛ SFTPA1؛ SFTPA2؛ SFTPA2B؛ SFTPD؛ SRCL
- THBD
- VCAN